# Ernesto Finelli
Ernesto Finelli (Salerno, 20 agosto 1911 – ...) è stato un calciatore italiano, di ruolo difensore.

## Carriera
Cresciuto nella Veloce Savona, debutta in Serie B nel 1930-1931 con il FBC Liguria; in seguito gioca ancora tra i cadetti con la Sampierdarenese disputando 5 gare nel 1932-1933.
Dopo un anno in Serie C al Siena, passa alla Sanremese con cui disputa altri tre campionati cadetti per un totale di 70 presenze e 3 reti. In seguito torna nella Veloce Savona e milita poi nel Lecce, dove rimane fino al 1945.

## Statistiche

### Presenze e reti nei club
| Stagione          | Squadra           | Campionato | Campionato | Campionato |
| Stagione          | Squadra           | Comp       | Pres       | Reti       |
| ----------------- | ----------------- | ---------- | ---------- | ---------- |
| 1929-1930         | Veloce Savona     | V          |            |            |
| 1930-1931         | FBC Liguria       | B          | 29         | 0          |
| 1931-1932         | Sampierdarenese   | C          | 33         | 0          |
| 1932-1933         | Sampierdarenese   | B          | 5          | 0          |
| 1933-1934         | Siena             | C          | 28         | 0          |
| 1934-1935         | Siena             | C          | 26         | 6          |
| 1935-1936         | Sanremese         | C          |            |            |
| 1936-1937         | Sanremese         | C          |            |            |
| 1937-1938         | Sanremese         | B          | 24         | 0          |
| 1938-1939         | Sanremese         | B          | 30         | 1          |
| 1939-1940         | Sanremese         | B          | 16         | 2          |
| 1940-1941         | Veloce Savona     | C          | 14         | 0          |
| 1941-1942         | Novese            | IV         |            |            |
| 1942-1943         | Lecce             | C          | ?          | ?          |
| Totale Campionato | Totale Campionato |            | 172+       | 9+         |

## Palmarès

### Club

#### Competizioni nazionali
- Serie C: 3

Sampierdarenese: 1931-1932
Sanremese: 1936-1937
Lecce: 1942-1943